# Serjania membranacea
Serjania membranacea là một loài thực vật có hoa trong họ Bồ hòn. Loài này được Splitg. miêu tả khoa học đầu tiên năm 1842.